# المكلاح (أسلم)

تعديل مصدري - تعديل

المكلاح هي إحدى قرى عزلة أسلم اليمن بمديرية أسلم التابعة لمحافظة حجة، بلغ تعداد سكانها 568 نسمة حسب تعداد اليمن لعام 2004.